# Paix d'Augsbourg

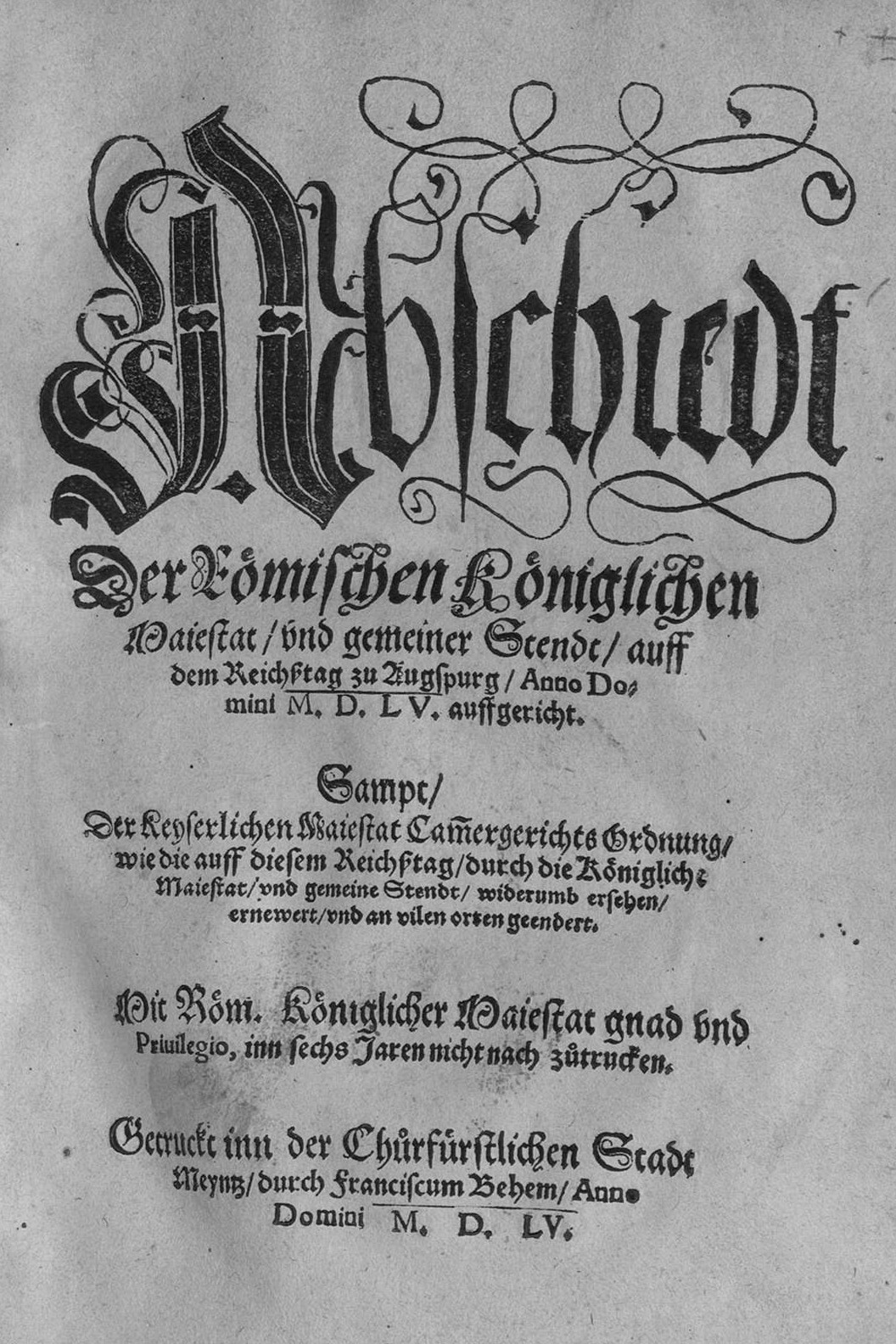
Première page du texte imprimé de la paix d'Augsbourg, (Mayence, 1555).

La paix d'Augsbourg (en allemand : Augsburger Reichs- und Religionsfrieden, « Paix impériale et religieuse d'Augsbourg ») est un traité conclu le 25 septembre 1555 dans le cadre du Saint-Empire romain germanique entre l'empereur Charles Quint, représenté par son frère Ferdinand, et les princes catholiques d'une part, les princes luthériens de la ligue de Smalkalde d'autre part. 
Cet accord, qui légifère sur la situation des confessions catholique et luthérienne dans l'Empire, a pour but de mettre fin au conflit politico-religieux en cours depuis les années 1520 à la suite de la rupture entre Martin Luther, initiateur de la Réforme protestante, et l'Église catholique (1517-1520), de sa mise au ban de l'Empire (1520) et du ralliement à sa cause de plusieurs princes allemands. 
À une époque où la plupart des gens pensent qu'une seule confession religieuse est acceptable, ce texte est un compromis fondé sur le principe « cujus regio, ejus religio » (« tel prince, telle religion ») : chaque prince de l'Empire a le droit de choisir une des deux confessions, qui devient la confession de son État et de ses sujets.
Pour Charles Quint (1500-1558), c'est un échec de sa politique d'unité chrétienne : découragé, il renonce dès le mois d'octobre 1555 à ses possessions aux Pays-Bas, en janvier 1556 à ses possessions espagnoles, puis à la couronne impériale, et se retire dans un monastère.

## Contexte: la Réforme en Allemagne de 1517 à 1553
Pour combattre la Réforme initiée par Martin Luther en 1517, Charles Quint promulgue en 1521 l'édit de Worms qui interdit l'exercice de la confession luthérienne. En 1529, la diète réunie à Spire réaffirme que la messe doit être célébrée selon le rite catholique, même dans les territoires dont les princes sont luthériens. 
Ceux-ci ayant protesté contre cette décision, sont dès lors surnommés « protestants » (die protestierenden Fürsten). Ils s'associent formellement en 1531 au sein de la ligue de Smalkalde. Les années suivantes sont marquées par des tentatives de conciliation (concile de 1537), mais l'ouverture du concile de Trente en 1542 en marque la fin. 
En 1546, l'empereur entre en guerre contre la ligue de Smalkade. Après sa victoire à Muehlberg (24 avril 1547), il promulgue un texte de compromis, l'Intérim d'Augsbourg (15 mai 1548), mais cela ne suffit pas à rétablir le calme. 
Les princes protestants, dirigés par Maurice de Saxe, alliés au roi de France Henri II par le traité de Chambord (15 janvier 1552) au début de la dixième guerre d'Italie (1552-1556), imposent à Charles Quint la paix de Passau (2 août 1552), qui accorde la liberté du culte protestant.

## La diète d'Augsbourg de 1555
La mort de Maurice de Saxe en 1553 permet l'ouverture de négociations générales au sein d'une diète d'Empire réunie à Augsbourg. 
Elle est conduite non pas par l'empereur, mais par son frère Ferdinand, plus proche des princes allemands en tant que régent des possessions autrichiennes de la maison de Habsbourg depuis 1531.
Le 25 septembre 1555, il en résulte un accord, la paix d'Augsbourg, un compromis qui n’a pu voir le jour qu’en éludant un certain nombre de problèmes.

## La paix d'Augsbourg

### Le document
L'original est conservé à Vienne aux Archives d'État autrichiennes, section Haus-, Hof- und Staatsarchiv.
Le texte commence par les mots Abschied der Römischen Königlichen Majestät und gemeiner Stände auff dem Reichstag zu Augsburg Anno Domini M. D. L. V. auffgericht. (« Congé de Sa Majesté royale romaine et des États communs (?) à la suite de la diète d'Empire tenue à Augsbourg l'année du Seigneur 1555 »). 
Il comporte 144 paragraphes (une trentaine de pages), suivis des signatures des représentants des États participants, des mentions de date et de lieu et de la signature de Ferdinand.

### Contenu
Elle repose sur le principe selon lequel « le détenteur d'un territoire en détermine la religion », ou, selon des formules qui ne se trouvent pas dans le texte : « tel prince, telle religion » et, en latin, « cujus regio, ejus religio ».
Les « princes » (c'est-à-dire les seigneurs souverains, de quelque niveau qu'ils soient, vassaux directs de l'empereur) sont désormais libres de choisir leur religion et celle de leurs sujets, entre les deux confessions chrétiennes (catholicisme et luthéranisme). Les sujets en désaccord avec la religion de leur prince ont le droit d’émigrer. Les princes protestants peuvent conserver les biens de l'Église qu'ils ont sécularisés. 
La liberté du choix de la religion ne s'applique cependant pas aux principautés ecclésiastiques (principe du reservatum ecclesiasticum, « réservation ecclésiastique ») : un prince-évêque qui se convertit au luthéranisme doit abandonner sa fonction religieuse (évêque) et les possessions temporelles (principauté) attachées à cette fonction religieuse.
Par la declaratio Ferdinandei (« déclaration de Ferdinand »), ajoutée à la fin des débats, certaines villes ne sont pas tenues à l'uniformité religieuse ; d'autre part, certains seigneurs peuvent être exemptés de suivre leur prince en cas de conversion de celui-ci.
Le luthéranisme devient donc légal dans l’Empire, non pas au titre de la liberté individuelle de religion, mais au titre des droits des princes, une sorte d’excroissance de leurs prérogatives traditionnelles. 
Le luthéranisme se retrouve donc à égalité avec le catholicisme. Les autres confessions réformées, qui à cette date ne sont pratiquées par aucun prince de l'Empire, notamment le calvinisme, conservent le statut d'hérésie (qui peut avoir des conséquences sur le plan judiciaire).

## Suites

### Les abdications de Charles Quint (1555-1556)
La paix d'Augsbourg marque l'échec de la politique d'unification chrétienne menée par Charles Quint depuis son avènement, qui s'ajoute à l'hostilité des rois de France, souvent alliés à ses ennemis (princes protestants ou Turcs ottomans) : dès octobre 1555, il abdique ses couronnes néerlandaises, celles d'Espagne en janvier 1556, puis la fonction impériale, avant de se retirer au monastère de Yuste en Espagne
Il abdique la couronne impériale en faveur de son frère Ferdinand Ier, plus ouvert au compromis avec les princes luthériens, bien que catholique. 

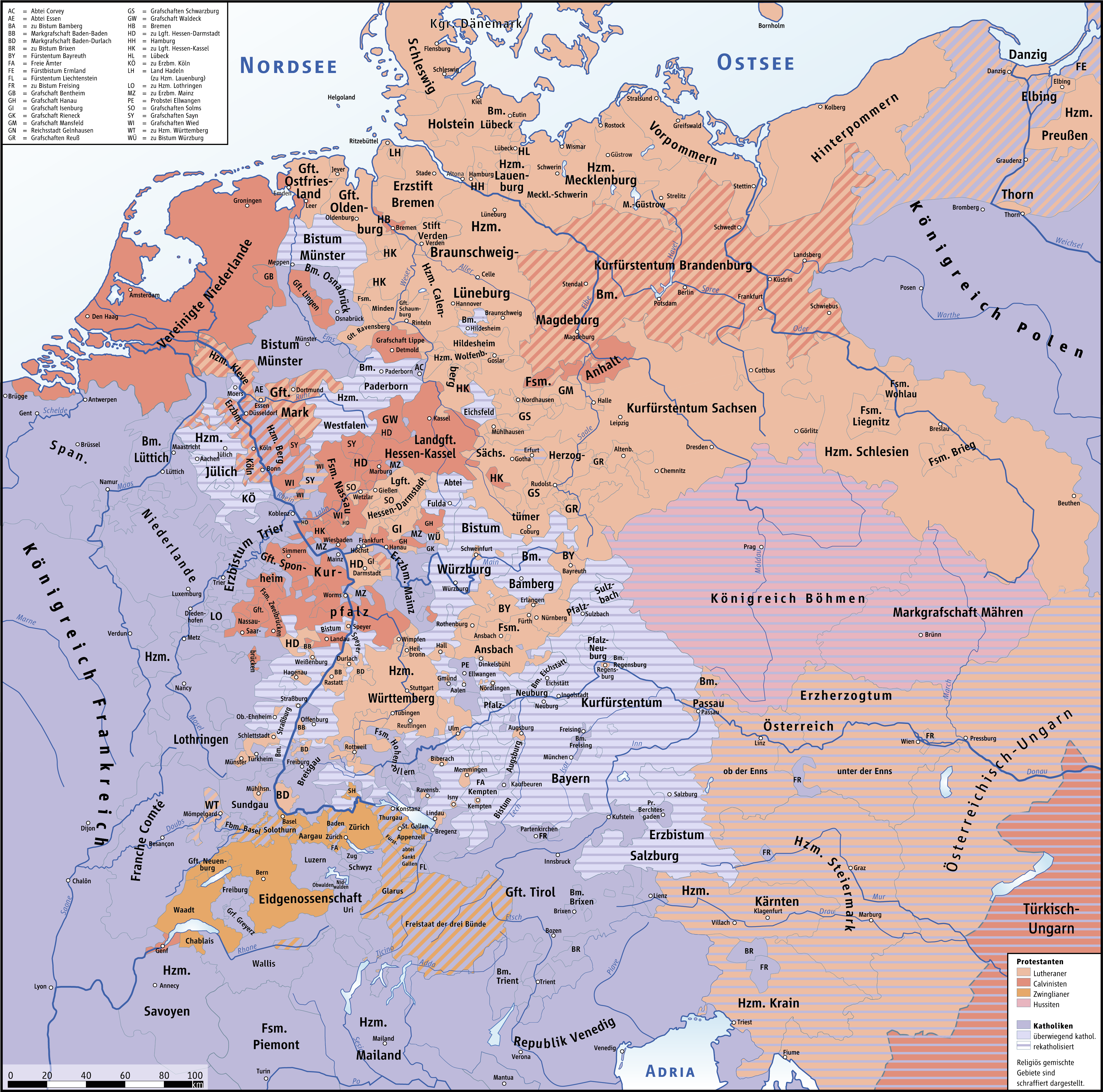
Répartition du protestantisme (rouge et orange) et du catholicisme (bleu) en Europe centrale (1618).

### L'application de la paix d'Augsbourg (1555-1618)
Un problème se pose avec le développement du calvinisme.
Le non-respect de la clause sur les principautés ecclésiastiques par l'archevêque de Cologne Gerhard Truchsess de Waldbourg après sa conversion en 1582, aboutit à un assez long conflit (1583-1588), la guerre de Cologne, qui se termine par la victoire des catholiques (agissant en l'occurrence conformément au droit de l'Empire), après avoir impliqué non seulement des princes allemands, mais aussi des Néerlandais catholiques ou protestants, au cours de la guerre de Quatre-Vingts Ans.
La paix issue du texte de 1555 prend fin à la suite de la défenestration de Prague (1618), épisode de l'histoire du royaume de Bohême qui est à l'origine de la guerre de Trente Ans.

## Commémorations contemporaines
En 1999, la déclaration commune sur la justification par la foi, qui commémore la paix d'Augsbourg, est signée dans cette ville.[réf. nécessaire]
En commémoration du rôle joué par Augsbourg pour la paix, la ville a reçu en 2012 le prix Manhae pour la paix.

États membres de l'Union protestante de 1608 (en violet) au sein du.